# Miss Mundo 1965
Miss Mundo 1965 fue la 15.ª edición anual de Miss Mundo, cuya final se celebró en el Lyceum Theatre de Londres, el 19 de noviembre de 1965, transmitido por la BBC. 48 candidatas compitieron por la corona, cuya ganadora fue Lesley Langley de Reino Unido, fue coronada por su compatriota y Miss Mundo 1964, Ann Sidney, convirtiéndose así el segundo país en ganar durante dos años consecutivos, el primero fue Suecia en Miss Mundo 1951 y 1952.

## Resultados
| Resultado final         | Candidata |
| ----------------------- | --- |
| Miss Mundo 1965         | - Reino Unido – Lesley Langley |
| 1.ª Finalista           | - Estados Unidos – Dian Parkinson |
| 2.ª Finalista           | - Irlanda – Gladys Anne Waller |
| 3.ª Finalista           | - Austria – Ingrid Kopetzky |
| 4.ª Finalista           | - Tahití – Marie Tapare |
| Finalistas (Top 7)      | - Canadá – Carol Ann Tidey - Rhodesia – Lesley Bunting |
| Semifinalistas (Top 16) | - Costa Rica – Marta Fernández - Dinamarca – Yvonne Ekman - Finlandia – Raija Salminen - Francia – Christiane Sibellin - Alemania – Karin Schütze - Japón – Yuko Oguchi - Corea – Lee Eun-ah - Nueva Zelanda – Lorraine Phelps - Suecia – Britt-Marie Lindblad |

## Candidatas
48 delegadas concursaron en el certamen.
| País           | Delegada                          |
| -------------- | --------------------------------- |
| Alemania       | Karin Schütze                     |
| Argentina      | Lidia Alcira Díaz                 |
| Australia      | Jan Rennison                      |
| Austria        | Ingrid Kopetzky                   |
| Bélgica        | Lucy Emilie Nossent               |
| Bolivia        | Gabriela Cornel Kempff            |
| Brasil         | Berenice Lunardi                  |
| Canadá         | Carol Ann Tidey                   |
| Ceilán         | Shirlene Minerva de Silva         |
| Chipre         | Krystalia Psara                   |
| Colombia       | Nubia Angelina Bustillo Gallo     |
| Corea          | Lee Eun-ah                        |
| Costa Rica     | Marta Eugenia Escalante Fernández |
| Dinamarca      | Yvonne Hanne Ekman                |
| Ecuador        | Corine Mirguett Corral            |
| Estados Unidos | Dianna Lynn Batts                 |
| Finlandia      | Raija Marja-Liisa Salminen        |
| Francia        | Christiane Sibellin               |
| Gambia         | Ndey Jagne                        |
| Gibraltar      | Rosemarie Viňales                 |
| Grecia         | Maria Geka                        |
| Holanda        | Janny de Knegt                    |
| Honduras       | Edda Inés Mungula                 |
| Irlanda        | Gladys Anne Waller                |
| Islandia       | Sigrun Vignisdóttir               |
| Israel         | Shlomit Gat                       |
| Italia         | Guya Libraro                      |
| Jamaica        | Carol Joan McFarlane              |
| Japón          | Yuko Oguchi                       |
| Jordania       | Nyla Munir Haddad                 |
| Líbano         | Yolla George Harb                 |
| Liberia        | Melvilla Mardea Harris            |
| Luxemburgo     | Marie-Anne Geisen                 |
| Malasia        | Clara Eunice de Run               |
| Malta          | Wilhelmina Mallia                 |
| Marruecos      | Lucette García                    |
| Nueva Zelanda  | Gay Lorraine Phelps               |
| Perú           | Lourdes Cárdenas Gilardi          |
| Reino Unido    | Lesley Langley                    |
| Rhodesia       | Lesley Bunting                    |
| Siria          | Raymonde Doucco                   |
| Sudáfrica      | Carrol Adele Davis                |
| Surinam        | Anita van Eyck                    |
| Suecia         | Britt Marie Lindblad              |
| Tahití         | Marie Tapare                      |
| Túnez          | Zeineb Ben Lamine                 |
| Uruguay        | Raquel Luz Delgado                |
| Venezuela      | Nancy Elizabeth González Aceituno |

### No concretaron su participación
- España - Alicia Borras
- Nicaragua - Flora Sánchez Argüello
- Turquía - Zerrin Arbaş

## Sobre los países en Miss Mundo 1965

### Debut
- Costa Rica
- Gambia
- Malta
- Siria

### Retiros
- Aruba
- España
- Montserrat
- Nicaragua
- Portugal
- Taiwán
- Turquía

### Regresos
- Compitieron por última vez en 1960:
  -  Australia
  -  Tahití
- Compitió por última vez en 1961:
  -  Rhodesia
- Compitieron por última vez en 1963:
  -  Bolivia
  -  Chipre
  -  Israel
  -  Jordania
  -  Malasia

### Crossovers
| Miss Universo - 1965: Bélgica - Lucy Emilie Nossent - 1965: Canadá - Carol Ann Tidey (Top 15) - 1965: Ceilán - Shirlene Minerva de Silva - 1965: Luxemburgo - Marie-Anne Geisen - 1965: Nueva Zelanda - Gay Lorraine Phelps - 1966: Irlanda - Gladys Anne Waller - 1966: Líbano - Yolla George Harb Miss Internacional - 1965: Tahití - Marie Tapare (Tercera finalista) - 1970: Ceilán - Shirlene Minerva de Silva | Miss Europa - 1965: Bélgica - Lucy Emilie Nossent - 1965: Dinamarca - Yvonne Hanne Ekman (Cuarta finalista) - 1965: Francia - Christiane Sibellin - 1965: Islandia - Sigrun Vignisdóttir - 1965: Luxemburgo - Marie-Anne Geisen - 1966: Irlanda - Gladys Anne Waller Miss Asia - 1969: Ceilán - Shirlene Minerva de Silva Miss Maja - 1967: Dinamarca - Yvonne Hanne Ekman (Tercera finalista) |